# جوردون باركس
غوردون جورج أليكساندر بوشانان باركس (بالإنجليزية: Gordon Parks)، كان فوتوغرافياً وصحفياً مخرجاً ومناضلاً أسوداً أمريكياً. ولد في 30 نوفمبر 1912 وتوفي بالسرطان في 6 مارس 2006 وقد ولد بولاية كنساس. كان باركس أول أمريكي من أصل إفريقي ينتج ويخرج صورًا متحركة كبرى، مطورًا أفلامًا متعلقة بتجربة العبيد وكفاح الأمريكيين السود، وأنشأ نوع سينما استغلال السود. يُذكر بالدرجة الأولى لصوره الأيقونية للأمريكيين الفقراء في الأربعينيات (التي التقطها في الأربعينيات لمشروع حكومي فدرالي)، من أجل مقالاته المصورة في مجلة لايف، وباعتباره مخرج فيلم شافت الصادر عام 1971. كان باركس أديبًا وشاعرًا وملحنًا أيضًا.

## نشأته
وُلد باركس في فورت سكوت بكانساس، وكان ابن أندرو جاكسون باركس وسارة روس، في 30 نوفمبر 1912. كان أصغر 15 طفلًا. كان أبوه مزارعًا يزرع الذرة والشوندر واللفت والبطاطا والكرنبيات والطماطم. كانوا يربون أيضًا بعض البط والدجاج والخنازير.
ارتاد مدرسة ابتدائية معزولة عنصريًا. كان في مدرسته الثانوية طلاب سود وبيض، ذلك أن البلدة كانت أصغر من أن تحتمل ثانويات معزولة عنصريًا، لكن لم يُسمح للطلاب السود بممارسة الرياضات أو حضور الأنشطة الاجتماعية المدرسية، ولم يُشجعوا على تطوير تطلّعات إلى تعليم أعلى. حكى باركس في وثائقي عن حياته أن مدرّسه أخبره بأن رغبته في دخول الكلية ستكون مضيعة للمال.
عندما كان باركس في الحادية عشرة، ألقاه ثلاثة صبية بيض في نهر مارماتون، معتقدين أنه لا يجيد السباحة. أوحى إليه حضور بديهته بالغطس تحت الماء حتى لا يرونه يبلغ اليابسة. ماتت أمه وقتما كان في الرابعة عشرة. قضى آخر ليلة له في منزل عائلته نائمًا بجوار نعش أمه، ولم يكن ذلك بحثًا عن العزاء وحسب، بل طريقة لمواجهة خوفه من الموت.
بُعيد ذلك، أُرسل إلى سانت باول بمينيسوتا ليعيش مع أخته وزوجها. كان يتجادل وصهره كثيرًا وفي آخر الأمر أُلقي في الشارع ليعيل نفسه في عمر الخامسة عشرة. وفي مكافحته للنجاة، عمل في بيوت بغاء وعمل مغنيًا وعازف بيانو ومساعد نادل ونادلًا متنقلًا ولاعب كرة سلة شبه محترف. في 1929، عمل لفترة وجيزة في ناد للرجال المحترمين، هو نادي مينيسوتا. شاهد هناك بهارج النجاح وتمكن من قراءة كتب عديدة من مكتبة النادي. عندما تسبب انهيار وول ستريت 1929 بإنهاء النادي، استقل قطارًا إلى شيكاغو حيث تدبر الحصول على عمل في فندق رخيص.

## حياته المهنية

### التصوير الفوتوغرافي
في عمر الثامنة، صُدم باركس بصور عمال مهاجرين في إحدى المجلات. اشترى أول كاميرا، وكانت من طراز فويغتلاندر بريلانت، بـ12.50 دولار أمريكي من محل رهونات في سياتل بواشنطن، وعلم نفسه التقاط الصور. أشاد موظفو التصوير الذين طوروا أول لفة فيلم لباركس بعمله وحثوه على البحث عن مهمة تصوير أزياء في متجر لبيع الملابس النسائية في سانت باول بمينيسوتا يملكه فرانك ميرفي. جذبت هذه الصور نظر مارفا لويس، زوجة بطل الملاكمة من الوزن الثقيل جو لويس. شجعت باركس وزوجته سالي ألفيس على الانتقال إلى شيكاغو في 1940، حيث بدأ مهنة في تصوير البورتريه وتخصص في صور سيدات المجتمع. أدى عمل باركس الفوتوغرافي في شيكاغو، ولا سيما التقاطه التجارب التي لا تعد ولا تحصى للأفارقة الأمريكيين عبر المدينة، إلى تلقيه زمالة يوليوس روزنوالد في 1942، التي منحته 200$ شهريًا وقدمت له رب عمل من اختياره، ما ساهم بدوره في أن يُطلب منه الانضمام إلى إدارة أمن المزارع (إف إس أيه)، التي كانت تؤرخ ظروف الأمة الاجتماعية تحت رعاية روي سترايكر.

### التصوير الفوتوغرافي الحكومي
على امتداد السنوات القليلة التالية، انتقل باركس من وظيفة إلى أخرى مطورًا خطًا جانبيًا مستقلًا في تصوير البورتريه وتصوير الأزياء. بدأ التأريخ في حي السود في الجانب الجنوبي من المدينة وفي 1941 فاز معرض لهذه الصور بزمالة تصوير فوتوغرافي مع إف إس أيه.  
بينما يعمل مع إف سي أيه بصفته متدربًا تحت إشراف روي سترايكر، صوّر باركس إحدى أشهر صوره الفوتوغرافية، وهي القوطية الأمريكية بواشنطن العاصمة، والتي سماها تيمنًا بلوحة غرانت وود الأيقونية القوطية الأمريكية –وهي لوحة أسطورية لفلاح أمريكي أبيض تقليدي رزين مع ابنته- والتي حملت تشابهًا مذهلًا لكنه ساخر مع صورة باركس لعامل أسود تافه. تظهر لوحة باركس «المؤرقة» امرأة سوداء هي إيلا واتسون، والتي كانت تعمل ضمن طاقم التنظيف في مبنى إف إس أيه، تقف متخشبة أمام علم أمريكي مدلى على الجدار، حاملة مكنسة في يدها وممسحة في الخلفية. استلهم باركس التقاط الصورة بعد مصادفته العنصرية بصورة متكررة في المطاعم والمحلات في المدينة الكبرى المعزولة عنصريًا.
عقب رؤية الصورة، قال سترايكر إنها كانت تجريمًا لأمريكا، وإنها قد تتسبب بطرد كل مصوريه الفوتوغرافيين. حث باركس على متابعة العمل مع واتسون، ما أدى إلى سلسلة من الصور الفوتوغرافية من حياتها اليومية. قال باركس لاحقًا إن صورته الأولى كانت مبالغًا فيها وغير ماكرة، إذ جادل معلقون آخرون إنها استمدت قوتها من طبيعتها الجدليّة وثنائية الضحية والناجية، وبالتالي أثرت بأشخاص أكثر بكثير من صوره التالية للسيدة واتسون.
(جذبت مجموعة أعمال باركس إجمالًا مع الحكومة الفدرالية –باستخدام كاميرته «سلاحًا»- انتباه المعاصرين والمؤرخين أكثر بكثير من أي مصور أسود آخر في الخدمة الفدرالية آنذاك. اليوم، يركز معظم المؤرخين الذين يراجعون المصورين السود الذين فوضتهم الحكومة الفدرالية في تلك الحقبة على باركس حصرًا تقريبًا).
بعد أن حُلت إف دي أيه، ظل باركس في واشنطن العاصمة بصفة مراسل لدى مكتب معلومات الحرب، حيث صور المجموعة المقاتلة 332 دي ذات الطاقم الأسود بالكامل والمعروفة باسم طياري توسكيغي. كان عاجزًا عن اللحاق بالمجموعة إلى مسرح حرب ما وراء البحار، لذا استقال من مكتب معلومات الحرب. تبع سترايكر لاحقًا إلى مشروع ستاندرد أويل للتصوير الفوتوغرافي بنيو جيرسي، والذي فوض المصورين الفوتوغرافيين بالتقاط صور لبلدات صغيرة ومراكز صناعية. تتضمن أفضل أعمال باركس في تلك الفترة: وقت العشاء في منزل السيد هيركوليز براون في سومرفيل بماين (1944)، وعامل معمل تشحيم في بيتسبرغ ببنسلفانيا (1946)، وسيارة محملة بالأثاث على الطريق السريع (1945)، وصورة شخصية (1945)، ومسافرون بالعبارة في ستاتن آيلاند بنيويورك (1946).

## روابط خارجية
- جوردون باركس على موقع IMDb (الإنجليزية)
- جوردون باركس على موقع الموسوعة البريطانية (الإنجليزية)
- جوردون باركس على موقع ألو سيني (الفرنسية)
- جوردون باركس على موقع ميوزك برينز (الإنجليزية)
- جوردون باركس على موقع تيرنر كلاسيك موفيز (الإنجليزية)
- جوردون باركس على موقع أول موفي (الإنجليزية)
- جوردون باركس على موقع قاعدة بيانات الأفلام السويدية (السويدية)
- جوردون باركس على موقع إن إن دي بي (الإنجليزية)
- جوردون باركس على موقع أول ميوزيك (الإنجليزية)
- جوردون باركس على موقع ديسكوغز (الإنجليزية)